# Cnemidanomia
Cnemidanomia — род полужесткокрылых насекомых из семейства цикад-пенниц.

## Описание
Второй членик задних лапок снизу на заднем крае с немногочисленными зубчиками, гораздо более мелкими и слабыми, чем на первом членике. Боковые кили переднеспинки длиннее бокового края глаз и заметно расходятся назад. Голова значительно уже переднеспинки.

## Систематика
В составе рода:
- Cnemidanomia ussuriensis Kusnezov, 1932
- Cnemidanomia lugubris (Lethierry)